# Bidouze
Pour les articles homonymes, voir Bidouze (homonymie).
Ne doit pas être confondu avec Midouze.
La Bidouze (Biduze, en euskara) est un cours d'eau du Pays basque français (département des Pyrénées-Atlantiques). C'est un affluent gauche de l'Adour qui arrose les coteaux du sud de l'Adour.

## Hydrographie
Elle prend sa source dans un petit lac souterrain nommé Eltzarreko Ordokia au nord de la forêt des Arbailles.
Elle se jette dans l'Adour à Guiche (Pyrénées-Atlantiques). Sa longueur est de 82,4 km.

## Département et communes traversés
Landes :
- Hastingues

Pyrénées-Atlantiques :
- Aïcirits-Camou-Suhast
- Arhansus
- Bardos
- Béhasque-Lapiste
- Bergouey-Viellenave
- Bidache
- Bunus
- Came
- Gabat
- Ilharre
- Juxue
- Labets-Biscay
- Larceveau-Arros-Cibits
- Larribar-Sorhapuru
- Musculdy
- Ostabat-Asme
- Saint-Just-Ibarre
- Saint-Palais
- Sames
- Uhart-Mixe

## Principaux affluents
Abréviations : (G) ou (rg) Affluent rive gauche ; (D) ou (rd) Affluent rive droite ; (CP) Cours principal, signale le nom donné à une partie du cours d'eau prise en compte dans le calcul de sa longueur.
- (D) Ihityko erreka (4,3 km), Chorizako erreka (3,9 km) et Larramendiko erreka (2,9 km), de Saint-Just-Ibarre
- (G) Hosta ur handia, 8,1 km, de Hosta
- (G) Laminosine (Othapaleko erreka à sa source), 8,5 km, d'Ibarrolle
  - (G) Ohilokiko erreka, 1,6 km
- (G) Artikaiteko erreka[3], 7 km, d'Utziate
- (G) Latsagako erreka et Bertzaitzeko erreka, d'Ostabat-Asme
- (D) Babatzeko erreka, 5,4 km, de Juxue
  - (G) Negeluko erreka, 2,2 km
- (G) Ibideko erreka (né Ithurriberriko erreka) et Haranbeltzeko erreka, d'Ostabat-Asme
- (D) Eldurne, d'Arhansus
- (D) Izpatxuriko erreka, 16,2 km, composé des Pagolako uhaitza (CP), de Pagolle, et Lambarreko erreka, d'Ordiarp
- (G) Ur Beltza, d'Uhart-Mixe, 3,2 km
- (D) Azkabia de Lohitzun et Sorhapuru
- (D) Ehulondo ou Chichan[4], 5,9 km, de Lohitzun et Berraute
- (G) la Joyeuse, 26,8 km, d'Iholdy
- (G) Minhurrieta[5], 16,7 km, de Béguios (union des Jelozeko erreka (CP) et Xurrutuko erreka, 3,9 km)
  - (G) Sarrikotako erreka, d'Arraute
  - (G) Lamulariko erreka
- (D) Lauhirasse[6], d'Arbouet-Sussaute et du Lauhire voisin.
- (G) Ihiburu[7], l'Ihouri[8] ou Lihoury, 45,8 km, formé des trois cours d'eau:
  - (CP) la Harane ou Laharanne[9]
  - (D) l'Apʰatarena (la Pataréna, l'Apatharena), 17 km
  - (G)l'Arbéroue (Arbelua en basque)[10], 27,4 km.

## Usages
En 1829, J. Dutens signale que la navigation sur la Bidouze commence à Came, seul point de commerce sur la rivière, et permet un trajet de 20 km (jusqu'à sa confluence avec l'Adour. Les bateaux qui y circulent alors mesurent de 5 à 22 m de longueur, 1 à 5 m de largeur et 0,40 à 0,80 m de tirant d'eau ; ils transportent des pierres de taille, moellons et pavés provenant des carrières de Came et de Bidache, destinées à la construction de Bayonne et des environs.